# Kyrtolitha obstinata
Kyrtolitha obstinata är en fjärilsart som beskrevs av Otto Staudinger 1892. Kyrtolitha obstinata ingår i släktet Kyrtolitha och familjen mätare. Inga underarter finns listade i Catalogue of Life.